# میلوراد استانولوف
میلوراد استانولوف (انگلیسی: Milorad Stanulov؛ زادهٔ ۲۰ فوریهٔ ۱۹۵۳) قایقران روئینگ اهل یوگسلاوی بود.